# Heteranthera oblongifolia
Heteranthera oblongifolia es una especie de la familia del jacinto de agua (Pontederiaceae), dentro del orden Commelinales, en lo que comúnmente llamamos grupo de las monocotiledóneas, aunque hoy en día se agrupan dentro del grupo Liliopsida.
El nombre del género Heteranthera deriva del griego ἕτερος [jéteros] ('diferente, variable') y ανθήρ [anzír] ('antera'). La especie H. oblongifolia se refiere a la forma de sus hojas oblongas.

## Clasificación y descripción
Planta perteneciente la familia Pontederiaceae. Planta acuática, herbácea, enraizada, tallos postrados; inflorescencia con 2 flores, pedúnculos no mayores de 4 cm, perianto morado claro o azul oscuro.

## Distribución
Su distribución abarca desde el sur de México hasta Sudamérica incluyendo Las Antillas; en México solo se ha registrado en Oaxaca y Campeche.

## Ambiente
Habita en charcas y terrenos temporalmente pantanosos; se ha registrado desde el nivel del mar a los 100 m de altitud.

## Estado de conservación
En México se cataloga bajo “En Peligro” en la NOM-059-SEMARNAT-2010; esta especie aún no ha sido evaluada por la Lista Roja de Especies Amenazadas.